# II. Sverker svéd király
II. Sverker Karlsson vagy Ifjabb Sverker (1164 – 1210. július 17.) svéd király 1196 és 1208 között.

## Élete
VII. Károly svéd király fiaként született, de édesapja halála I. Knut elől után Dániában vitték és ott is nőtt fel. 1196-ban, Knut halála után Sverkert választották meg új királynak, aki ezután vissza is tért hazájába. Uralma alatt növelte az egyház kiváltságait. 1203-ban a néhai Knut király négy fiát száműzte Norvégiába, mert bejelentették trónigényüket. 1205-ben viszont a Knut-fiak visszatértek, de az älgaråsi csatában vereséget szenvedtek Sverkertől és három közülük holtan maradt a csatatéren. A megmaradt Erik norvég segítséggel újra támadt és a Lénai ütközetben (1208. január 31.) legyőzte Sverkert, X. Erik néven a trónra ült, a volt királyt pedig Dániába száműzte. III. Ince pápa kísérletet tett arra, hogy Sverkert visszahelyezze a svéd trónra, aki dán segítséggel el is indult, hogy visszaszerezze királyságát, de a gestilreni csatában bevégezte földi pályafutását.

## Gyermekei
Sverker első felesége Bengte (1165 – 1199), Ebbe Sunesson leánya volt, kivel 1185 körül házasodott össze. Egy gyermekük született:
- Helena[5] (1190 – 1247) ∞ Sune Folkasson
- Károly[5] (? – 1198)
- Margit[3] (? – 1237) ∞ Rügeni Wiszláv
- Krisztina[3] (? − 1248) ∞ II. (Mecklenburgi) Henrik

Sverker felesége halála után újranősült (1200-ban), második asszonya Ingegerd Birgersdotter (1180 – 1230. április 7.) lett, akitől ugyancsak egy gyermeke született:
- János (1201 – 1222. március 10.)

## Fordítás
- Ez a szócikk részben vagy egészben  a   Sverker II of Sweden című angol Wikipédia-szócikk fordításán alapul.  Az eredeti cikk szerkesztőit annak laptörténete sorolja fel. Ez a jelzés csupán a megfogalmazás eredetét és a szerzői jogokat jelzi, nem szolgál a cikkben szereplő információk forrásmegjelöléseként.

## Külső hivatkozások
- Bengans historiasidor (svéd nyelven). Wadbring.com